# Coupe Spengler 1996
Navigation
Édition précédente Édition suivante
La Coupe Spengler 1996 est la 70e édition de la Coupe Spengler. Elle se déroule en décembre 1996 à Davos, en Suisse.

## Règlement du tournoi
Les équipes sont regroupés au sein d'un seul groupe. Les équipes jouent un match contre chacune des autres équipes. Les deux premiers de la poule jouent une finale pour le titre de vainqueur de la Coupe Spengler.

## Résultats des matchs et classement
| Clt   | Équipe                 | PJ | V | D | N | BP | BC | Pts |
| ----- | ---------------------- | -- | - | - | - | -- | -- | --- |
| +001, | HC Davos               | 4  | 3 | 1 | 0 | 24 | 14 | 6   |
| +002, | Canada                 | 4  | 3 | 1 | 0 | 17 | 15 | 6   |
| +003, | Americans de Rochester | 4  | 2 | 2 | 0 | 13 | 19 | 4   |
| +004, | Jokerit Helsinki       | 4  | 1 | 3 | 0 | 14 | 14 | 4   |
| +005, | Leksands IF            | 4  | 1 | 3 | 0 | 11 | 17 | 0   |

- Qualifié directement pour la finale

## Finale
| 31 décembre | Davos | 2-6 (1:1, 1:2, 0:3) | Canada | Eisstadion Davos |